# Stazione di Primolano
Stazione di Primolano vasútállomás Olaszországban, Veneto régióban, Cismon del Grappa település Primolano frazionéjában.

## Vasútvonalak
Az állomást az alábbi vasútvonalak érintik:
- Trento–Velence-vasútvonal

## Kapcsolódó állomások
A vasútállomáshoz az alábbi állomások vannak a legközelebb: 
- Stazione di Cismon del Grappa
- Stazione di Tezze di Grigno